# Mont Turtle
Le mont Turtle (parfois montagne ou collines Turtle, plus rarement montagne de la Tortue ; en anglais : Turtle Mountain) est une montagne en Alberta, au Canada.
Elle constitue l'un des pans de la vallée de la rivière Crowsnest et fait partie du chaînon Blairmore des Rocheuses canadiennes. La source de la rivière Oldman y est localisée.

## Géologie
Le mont Turtle est un anticlinal de roches carbonatées du groupe de Rundle Paléozoïque reposant sur des couches plus faibles de charbons, de schistes et de grès du Mésozoïque. Les fissures au sommet de l'anticlinal ont probablement permis à l'eau d'infiltrer et d'affaiblir les calcaires légèrement solubles à l'intérieur de la montagne, tandis que les roches sous-jacentes ont été altérées par la glaciation de la vallée suivie de l'érosion de la rivière Crowsnest.

## Histoire
Les peuples autochtones locaux de la région, les Pieds-Noirs et les Kootenays, ont des traditions orales qualifiant le sommet de « montagne qui se déplace ».
Le chimiste B.D. Porritt est né dans la région en 1884.
La montagne est surtout connue pour l'éboulement de Frank de 1903 dans lequel 82 millions de tonnes de calcaire se sont détachés du sommet de la montagne, ensevelissant la moitié orientale de la ville de Frank et tuant entre 70 et 90 des 600 habitants de la ville. Seulement 12 corps ont été retrouvés. La montagne est sous surveillance depuis 1903 et le projet le plus récent a été établi en 2003.

## Projet de surveillance et laboratoire de terrain du mont Turtle
Le 29 avril 2003, lors de la cérémonie commémorant le 100e anniversaire de l'éboulement de Frank, Ralph Klein, Premier ministre de l'Alberta, a annoncé un financement de 1,1 million de dollars pour un programme de surveillance du mont Turtle.
La mise en œuvre du projet a nécessité un effort de collaboration entre les entrepreneurs, le gouvernement de l'Alberta et les universités. Les premières étapes du système de surveillance prédictive à la pointe de la technologie ont été conçues et déployées à partir du 31 mars 2005. Le projet de surveillance du mont Turtle était administré par Emergency Management Alberta (EMA), avec la direction technique de l'Energy Resources Conservation Board / Alberta Geological Survey (ERCB / AGS).
Le 2 avril 2005, ERCB / AGS a assumé la responsabilité de l'exploitation, de l'entretien et de la mise à niveau à long terme du système de surveillance des montagnes, ainsi que de la facilitation de la recherche à l'aide du système. Depuis la reprise du projet, AGS a examiné le flux de données presque en temps réel du réseau de capteurs installé sur le sommet Sud du mont Turtle. Les données montrent les tendances correspondantes entre la température et le fluage lent et à long terme du pic sud. Le présent projet met à jour et modernise certaines des composantes des programmes de surveillance les plus récents, ainsi que l'ajout de nouveaux systèmes plus avancés[réf. nécessaire].